# 권영신
권영신(1998년 8월 29일 ~ )은 대한민국의 축구 선수이며, 포지션은 골키퍼이다.